# Etxezarra

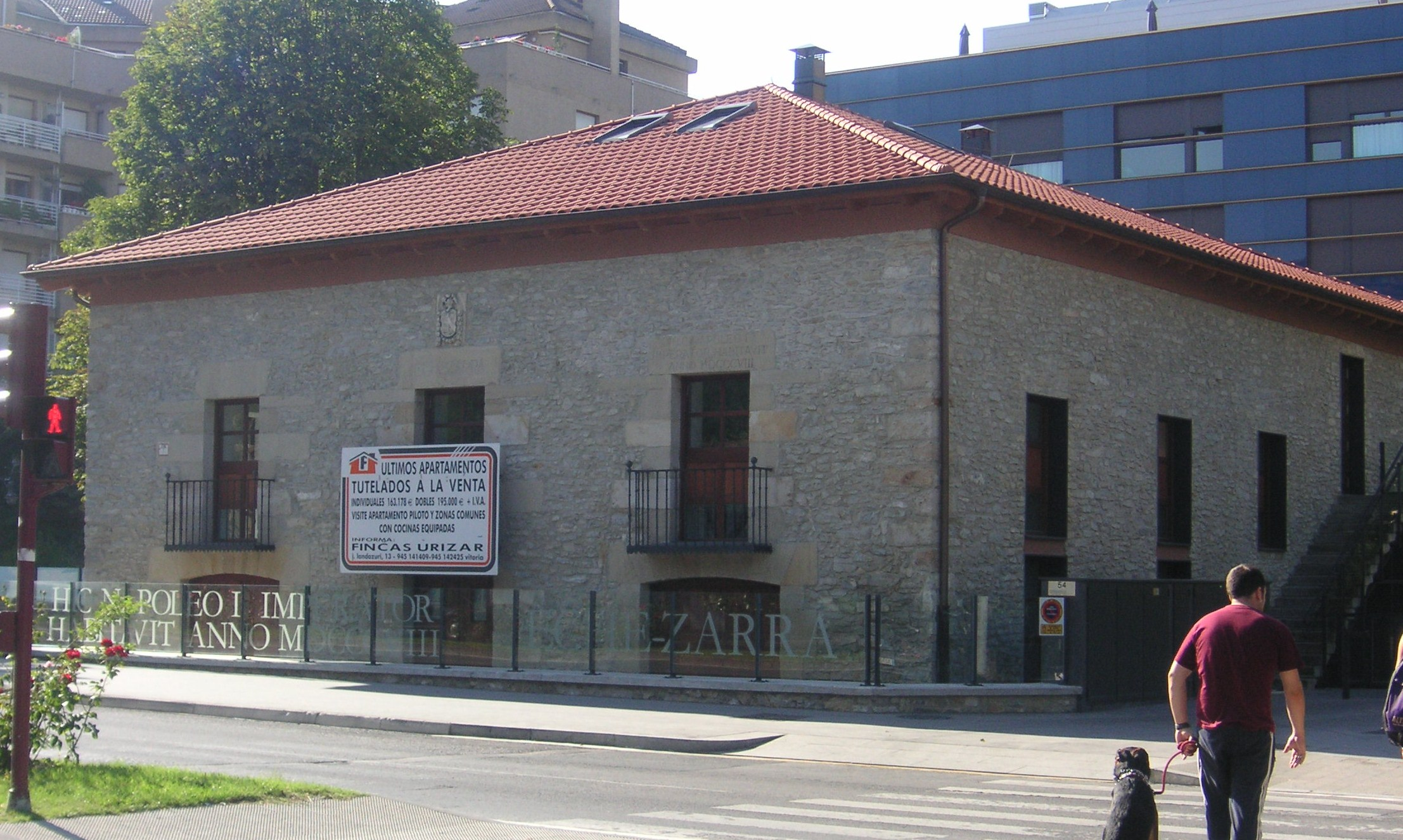
Etxezarra, Vitoria-Gasteiz

Etxezarra ou la Casa de Napoleón est une maison située dans le quartier de Ariznabarra à Vitoria-Gasteiz au Pays basque dans la province d'Alava (Espagne).
En 1808, après la défaite à la Bataille de Bailén et la fuite de Joseph Bonaparte de Madrid qui s'ensuivit, Napoléon fut obligé d'intervenir dans la péninsule Ibérique avec toute son armée pour réinstaller son frère sur le trône d'Espagne.
Entre le 5 et le 9 novembre 1808, de passage à Vitoria-Gasteiz, l'empereur a demeuré à Etxezarra alors maison du banquier Fernando de la Cuesta.